# Linepithema humiloides
Linepithema humiloides är en myrart som först beskrevs av Wilson 1985.  Linepithema humiloides ingår i släktet Linepithema och familjen myror. Inga underarter finns listade i Catalogue of Life.